# 323 Брюсія
323 Брюсія (323 Brucia) — астероїд головного поясу, відкритий 22 грудня 1891 року Максом Вольфом.